# Ford Prefect
Ford Prefect je bil model majhnega osebnega avtomobila, ki ga je ameriška znamka avtomobilov Ford izdelovala v Združenem kraljestvu med letoma 1938 in 1961.
Skozi leta je bilo pod tem imenom izdelalnih več modelov: E93A (1938–49), E03A, A53A, E493A, A493A, 100E in 107E.
Po nekem čudnem naključju je Ford Prefect tudi (precej neposrečeno) ime enega od likov iz serije znanstvenofantastičnih del Štoparski vodnik po galaksiji.